# 天鷹座4
天鷹座4，又名BD+01 3766，HD 173370、SAO 123879、HR 7040，是天鷹座的一颗恒星，视星等为5.02，位于銀經34.01，銀緯2.41，其B1900.0坐标为赤經18h 39m 47.1s，赤緯+1° 2.41′ 30″。